# Кубок світу з біатлону 2019—2020, естафета, жінки
Змагання заліку естафет жінок у програмі Кубку світу з біатлону 2019-2020 розпочалися 8 грудня 2019 року на першому етапі в шведському Естерсунді  й завершаться на в сьомому етапі, що проходитиме в чеському Новому-Месті. Усього в програмі кубка світу заплановано 6 естафет.
За підсумками сезону 2018-2019 свій титул найкращої естафетної команди відстоюватиме збірна Норвегії.

## Формат
В естафеті від кожної команди змагаються чотири біатлоністки, кожна з яких пробігає три кола загальною довжиною 6 км, виконуючи дві стрільби з положення лежачи й стоячи. На кожній стрільбі біатлоністка повинна влучити в п'ять мішеней. Для цього вона має 8 патронів, але спочатку в магазині тільки п'ять, додаткові патрони спортсменка повинна заряджати по одному. За кожну нерозбиту мішень біатлоністка повинна пробігти штрафне коло, довжиною 150 м. Гонка проводиться із загальним стартом. Першу стрільбу першого етапу біатлоністки повинні виконувати на установках, визначених їхнім стартовим номером. Надалі біатлоністки виконують стрільбу з установки, яка відповідає поточному місцю в гонці.

## Нарахування очок
| Місце | 1  | 2  | 3  | 4  | 5  | 6  | 7  | 8  | 9  | 10 | 11 | 12 | 13 | 14 | 15 | 16 | 17 | 18 | 19 | 20 | 21 | 22 | 23 | 24 | 25 | 26 | 27 | 28 | 29 | 30 | 31 | 32 | 33 | 34 | 35 | 36 | 37 | 38 | 39 | 40 |
| ----- | -- | -- | -- | -- | -- | -- | -- | -- | -- | -- | -- | -- | -- | -- | -- | -- | -- | -- | -- | -- | -- | -- | -- | -- | -- | -- | -- | -- | -- | -- | -- | -- | -- | -- | -- | -- | -- | -- | -- | -- |
| Очки  | 60 | 54 | 48 | 43 | 40 | 38 | 36 | 34 | 32 | 31 | 30 | 29 | 28 | 27 | 26 | 25 | 24 | 23 | 22 | 21 | 20 | 19 | 18 | 17 | 16 | 15 | 14 | 13 | 12 | 11 | 10 | 9  | 8  | 7  | 6  | 5  | 4  | 3  | 2  | 1  |

## Призери попереднього сезону
| Медаль  | Країна    | Очки |
| ------- | --------- | ---- |
| Золото: | Норвегія  | 249  |
| Срібло: | Німеччина | 241  |
| Бронза: | Франція   | 230  |

## Переможці та призери етапів
| Етап:                        | Золото:                                                                                            | Час                                                       | Срібло:                                                                       | Час                                                       | Бронза:                                                                | Час                                                       |
| Естерсунд                    | Норвегія Каролін Оффігстад Кноттен Інгрід-Ланнмарк Тандреволл Тіріль Екгофф Марте Ольсбу-Рейселанн | 1:11:08.7 (0-1) (0-0) (0-3) (0-2) (0-0) (0-2) (0-0) (0-2) | Швейцарія Еліза Гаспарін Селіна Гаспарін Аїта Гаспарін Лена Гекі              | 1:11:17.2 (0-2) (0-0) (0-1) (0-0) (0-0) (0-0) (0-0) (0-1) | Швеція Лінн Перссон Ельвіра Карін Еберг Мона Брурссон Ганна Еберг      | 1:11:18.9 (0-2) (0-0) (0-1) (0-0) (0-0) (0-0) (0-3) (0-0) |
| Гохфільцен                   | Норвегія Каролін Оффігстад Кноттен Інгрід-Ланнмарк Тандреволл Тіріль Екгофф Марте Ольсбу-Рейселанн | 1:10:04.7 (0-0)(0-1) (0-0)(1-3) (0-0)(0-1) (0-1)(0-1)     | Росія Христина Рєзцова Лариса Кукліна Світлана Миронова Катерина Юрлова-Прехт | 1:10:12.9 (0-0)(0-0) (0-0)(0-1) (0-0)(0-3) (0-0)(0-1)     | Швейцарія Еліза Гаспарін Селіна Гаспарін Аїта Гаспарін Лена Гекі       | 1:11:08.8 (0-1)(0-1) (0-3)(0-1) (0-0)(0-0) (0-0)(1-3)     |
| Обергоф                      | Норвегія Сюнневе Сулемдаль Інгрід-Ланнмарк Тандреволл Марте Ольсбу-Рейселанн Тіріль Екгофф         | 1:14:11.6 (0-0) (0-3) (0-0) (0-2) (0-2) (0-1)             | Швеція Ельвіра Карін Еберг Лінн Перссон Мона Брурссон Ганна Еберг             | 1:14:32.7 (0-1)(0-2) (0-0)(0-1) (0-1)(0-0) (0-2)(0-3)     | Франція Жулья Сімон Анаїс Бескон Селья Емоньє Жустін Бреза             | 1:14:44.7 (0-1)(0-2) (0-3)(0-0) (0-2)(0-0) (0-1)(0-3)     |
| Рупольдінг                   | Норвегія Каролін Оффігстад Кноттен Інгрід-Ланнмарк Тандреволл Тіріль Екгофф Марте Ольсбу-Рейселанн | 1:08:46.4 (0-2) (0-1) (0-0) (0-2) (0-1) (0-1)             | Франція Жулья Сімон Анаїс Бескон Селья Емоньє Жустін Бреза                    | 1:08:57.1 (0-0)(0-1) (0-0)(0-2) (0-2)(0-0) (0-2)(0-1)     | Швейцарія Еліза Гаспарін Селіна Гаспарін Аїта Гаспарін Лена Гекі       | 1:09:07.1 (0-0) (0-1) (0-1) (0-2) (0-0) (0-0) (0-0) (0-0) |
| Чемпіонат світу, Антенсельва | Норвегія Сюнневе Сулемдал Інгрід-Ланнмарк Тандреволл Тіріль Екгофф Марте Ольсбу-Рейселанн          | 1:07:05.7 (0+1) (0+0) (0+0) (0+2) (0+3) (1+3) (0+0) (0+0) | Німеччина Каролін Горхлер Ванесса Гінц Франциска Пройс Деніз Геррманн         | 1:07:16.4 (0+1) (0+3) (0+0) (0+0) (0+1) (0+0) (0+2) (0+2) | Україна Анастасія Меркушина Юлія Джима Віта Семеренко Олена Підгрушна  | 1:07:24.1 (0+1) (0+1) (0+2) (0+0) (0+1) (0+2) (0+0) (0+1) |
| Нове Место                   | Норвегія Кароліен Оффігстад Кноттен Іда Лієн Інгрід-Ланнмарк Тандреволл Тіріл Екгофф               | 1:09:14.8 (0+3) (0+1) (0+0) (0+2) (0+1) (0+0)             | Франція Жулья Сімон Жустін Бреза Клое Шевальє Анаїс Бескон                    | 1:09:43.5 (0+2) (0+3) (0+0) (1+3) (0+0) (0+0) (0+1) (0+1) | Німеччина Каролін Горхлер Ванесса Гінц Франциска Пройс Денізе Геррманн | 1:10:11.8 (0+1) (0+3) (0+1) (0+1) (0+0) (1+3) (0+2) (0+3) |

## Таблиця
| #  | Команда        | ЕСТ | ГОХ | ОБЕ | РУП | ЧС | НОМ | Разом |
| -- | -------------- | --- | --- | --- | --- | -- | --- | ----- |
| 1  | Норвегія       | 60  | 60  | 60  | 60  | 60 | 60  | 360   |
| 2  | Німеччина      | 43  | 29  | 43  | 43  | 54 | 48  | 260   |
| 3  | Швейцарія      | 54  | 48  | 40  | 48  | 38 | 32  | 260   |
| 4  | Франція        | 38  | 36  | 48  | 54  | 27 | 54  | 257   |
| 5  | Швеція         | 48  | 31  | 54  | 40  | 40 | 36  | 249   |
| 6  | Україна        | 32  | 43  | 38  | 38  | 48 | 43  | 242   |
| 7  | Росія          | 40  | 54  | 36  | 30  | 34 | 40  | 234   |
| 8  | Чехія          | 34  | 38  | 31  | 25  | 43 | 31  | 202   |
| 9  | Італія         | 29  | 30  | 32  | 36  | 31 | 38  | 196   |
| 10 | Польща         | 28  | 32  | 28  | 28  | 36 | 34  | 186   |
| 11 | Австрія        | 36  | 27  | 30  | 34  | 29 | 30  | 186   |
| 12 | США            | 31  | 34  | 29  | 31  | 26 | 27  | 178   |
| 13 | Білорусь       | 30  | 28  | 34  | 29  | 28 | 26  | 175   |
| 14 | Канада         | 25  | 40  | 21  | 21  | 32 | 28  | 167   |
| 15 | КНР            | 26  | 26  | 25  | 32  | 25 | 29  | 163   |
| 16 | Фінляндія      | 24  | 22  | 26  | 22  | 30 | 25  | 149   |
| 17 | Казахстан      | 22  | 25  | 22  | 24  | 23 | 24  | 140   |
| 18 | Словенія       | 23  | 24  | 23  | 19  | 22 | 22  | 133   |
| 19 | Естонія        | 27  | 23  | 27  | 26  |    | 23  | 126   |
| 20 | Болгарія       | 20  | 20  | 20  | 20  | 21 | 20  | 121   |
| 21 | Південна Корея | 21  | 21  | 19  | 18  | 19 | 18  | 116   |
| 22 | Японія         |     |     | 24  | 23  | 20 | 19  | 86    |
| 23 | Словаччина     |     |     |     | 27  | 24 | 21  | 72    |
| 24 | Латвія         |     |     |     |     | 18 |     | 18    |